# Socialdemokratiska Förbundet
Socialdemokratiska Förbundet, de Sociaal-Democratische Bond (SDB) var ett socialistiskt politiskt parti i Nederländerna, bildat 1881 av den tidigare predikanten Ferdinand Domela Nieuwenhuis.